# Xenodexia ctenolepis
Xenodexia ctenolepis är en fiskart som beskrevs av Hubbs, 1950. Xenodexia ctenolepis ingår i släktet Xenodexia och familjen Poeciliidae. Inga underarter finns listade i Catalogue of Life.